# Arboreai Beatrix narbonne-i algrófné
Arboreai Beatrix (1343 körül – 1377), szárdul: Biata de Arbaree, katalánul: Beatriu d'Arborea, franciául: Béatrice d'Arborée, vicomtesse de Narbonne, okcitánul: Beatritz de Sardenha, vescomtessa de Narbona, olaszul: Beatrice d'Arborea, viscontessa consorte di Narbona, spanyolul: Beatriz de Arborea, latinul: Beatrix Arboreae, vicecomitissa Narbonensis, arboreai hercegnő Szardínia szigetén, Narbonne algrófnéja. Cardonai Elfa empúriesi grófné dédanyjának, Arboreai Bonaventura jéricai bárónénak az unokahúga.

## Élete

Szardínia négy történelmi királysága: Arborea, Gallura, Kalaris (Cagliari) és Torres (Logudoro)

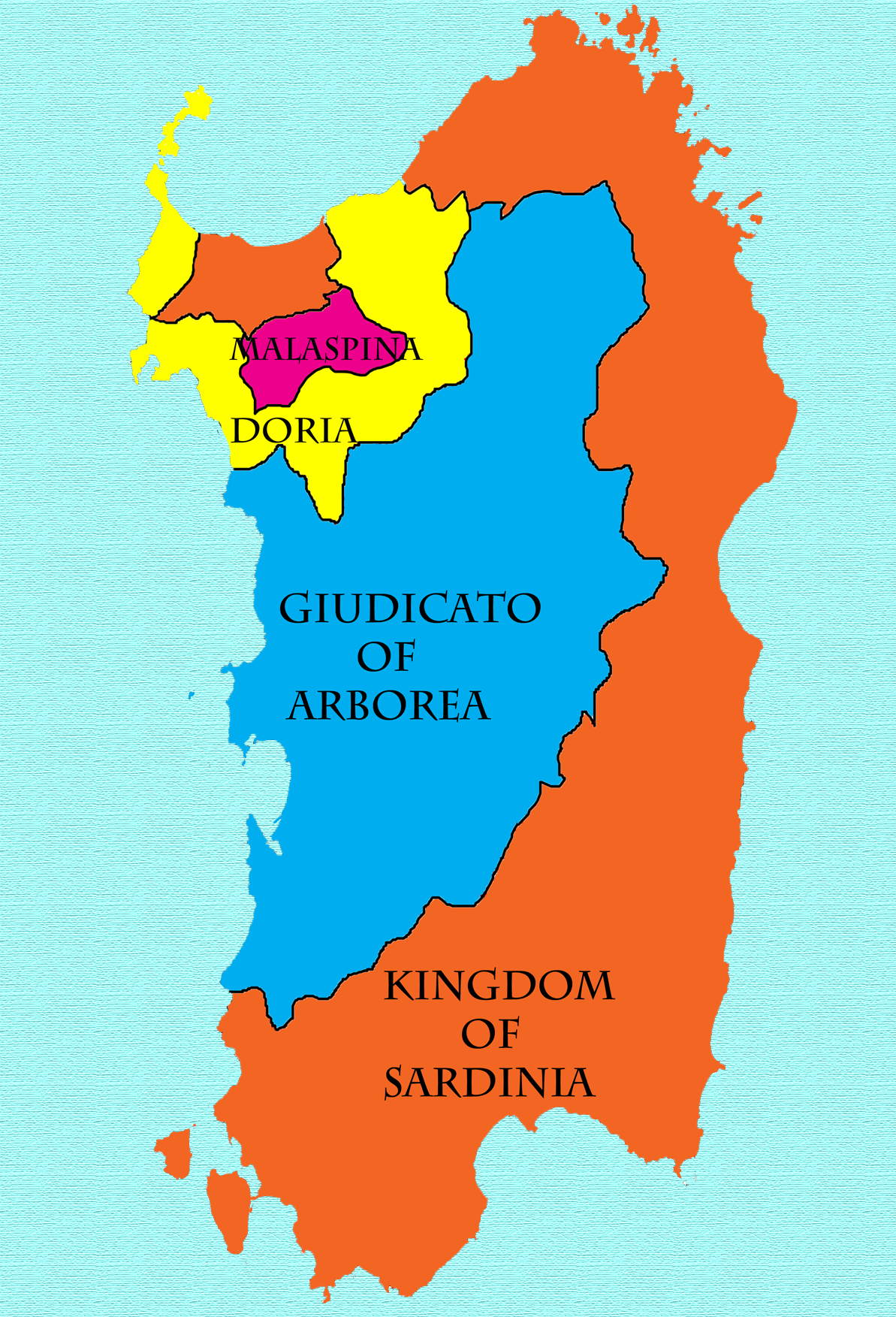
Az Arboreai Királyság kiterjedése 1324-ben, a Szárd Királyság megalapításakor

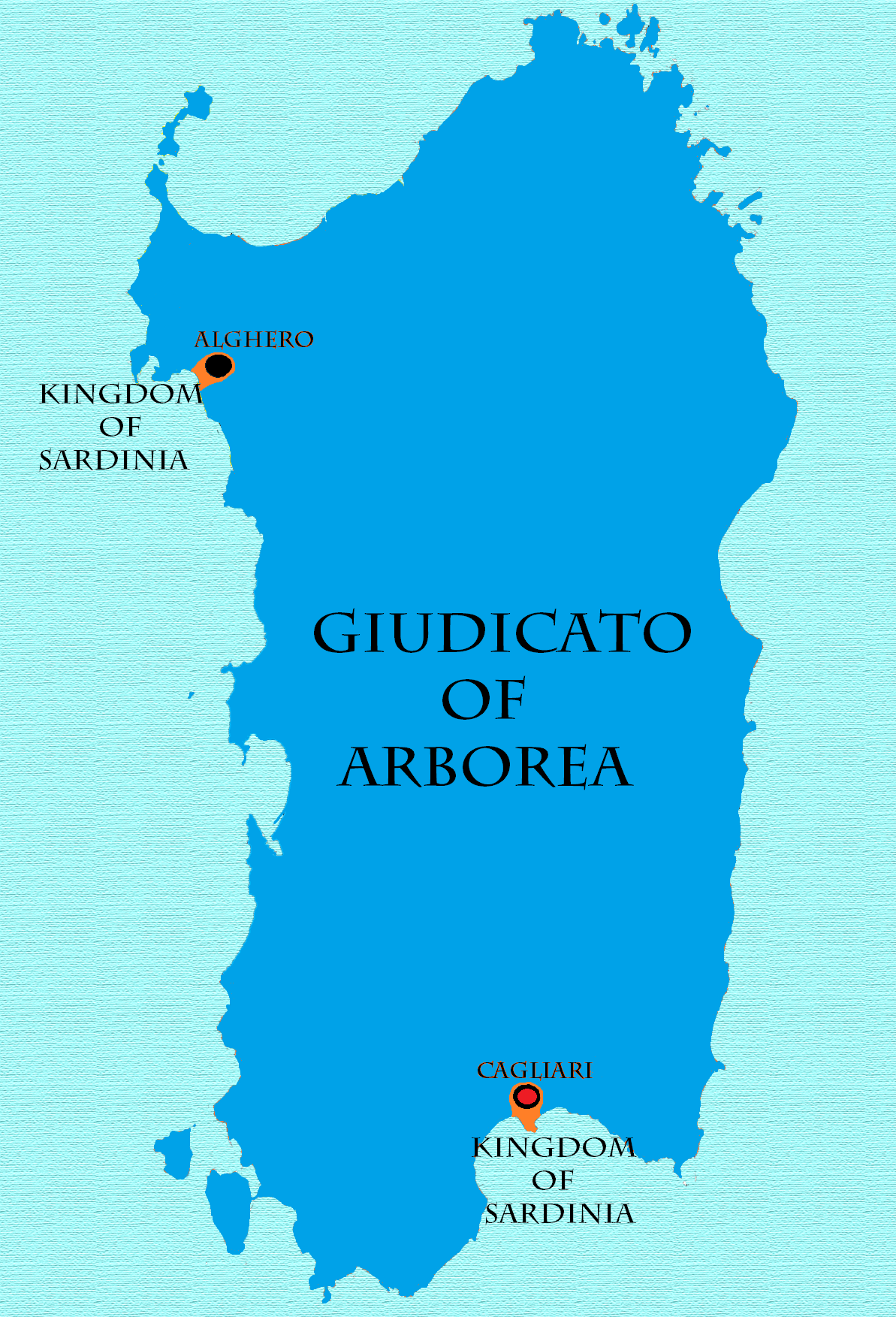
Az Arboreai Királyság kiterjedése 1368 és 1388, valamint 1392 és 1409 között

A Baux/Balzo-házból származó IV. Marián (1319 körül–1375) arboreai király (judex) és Rocabertí Timbor (1318–1364) algrófnő lánya, akiknek négy gyermekük született.
Az elsőszülött lányuk volt Eleonóra, akinek a férje 1376-tól Brancaleone Doria (1337–1409), Monteleone grófja, és házasságukból két fiú jött a világra, akikkel együtt uralkodott.
I. Frigyes (1377–1387) korai halála után az öccse, V. Marián (1378/79–1407) uralkodott, és miután I. Eleonóra pestisben meghalt, az özvegye, Brancaleone Doria kormányzott a fia nevében, aki túlélte a fiát.
Mivel V. Marán nem nősült meg, és gyermekei nem születtek, így örökölhette a trónt Eleonóra húgának, Beatrix hercegnőnek az unokája, Vilmos az unokatestvére halála után 1407-ben, akit I. Vilmos néven 1409. január 13-án Oristanóban királlyá koronáztak. 
Beatrix IX. (VII.) Imre (?–1388) narbonnei algrófhoz ment feleségül, és hét gyermekük született, köztük Vilmos király/judex apja, I. Vilmos, Narbonne algrófja.

## Gyermekei
- Férjétől, IX. (VII.) Imre (?–1388) narbonne-i algróftól, 7 gyermek:
  - Imre (?–1377)
  - Péter (?–1377)
  - Ermengard
  - I. Vilmos (?–1397), Narbonne algrófja, felesége Guérine de Beaufort (?–1397 után), 2 fiú:
    - Imre (megh. fiatalon)
    - I. Vilmos (?–1424), Arborea királya (judex) és II. Vilmos néven Narbonne algrófja, felesége Armagnaci Margit grófnő, Armagnaci Mattea aragóniai trónörökösné nagyunokahúga, gyermekei nem születtek

  - Beatrix (?–1377/97), apáca
  - Eleonóra (?–1377/97)
  - Bourguine